# Штепан из Штернберка
Штепан из Штернберка (чеш. Štěpán ze Šternberka; ум. в 1357 году) — средневековый моравский аристократ и государственный деятель из панского рода Штернберков, моравский земский гетман, один из трёх инициаторов учреждения института земских досок в Моравском маркграфстве. Наследник владений верхневенгерского (словацкого) магната Матуша Чака Тренчинского и основных владений моравских Штернберков. Держатель королевских замков Подебрады и Бехине.

## Происхождение и молодые годы
Штепан из Штернберка был вторым сыном моравского пана Здеслава Старшего из Штернберка (ум. 1322/1323), высочайшего коморника Моравского маркграфства, и его супруги Маркеты из знатного рода Чак, которая приходилась сестрой или тёткой (сестрой отца) верхневенгерскому магнату Матушу Чаку Тренчинскому.

## Приобретение и утрата владений в Верхней Венгрии
Летом 1316 года Штепан из Штернберка со своим отцом Здеславом Старшим отправился в Верхнюю Венгрию — в сентябре того же года они оба были упомянуты в грамоте «некоронованного короля» Верхней Венгрии Матуша Чака Тренчинского, выданной у малокарпатского замка Добра-Вода. Визит Здеслава и Штепана к Матушу Чаку, судя по всему, был нацелен на укрепление родственных связей, поскольку Штепан приходился ему кузеном или племянником. Штепану удалось расположить к себе дальнего родственника. Согласно источникам, в 1317—1318 годах Штепан при поддержке Матуша Чака захватил замок Корлатов-Камень недалеко от Трнавы, а перед своей смертью, последовавшей в 1321 году, пан Матуш завещал ему все свои обширные владения в Верхней Венгрии. Здесь Штепан из Штернберка стал известен под прозвищем Штефан Чех, а как наследник Матуша Чака носил титул комеса Голичского (Stephanus comes de Holicz).

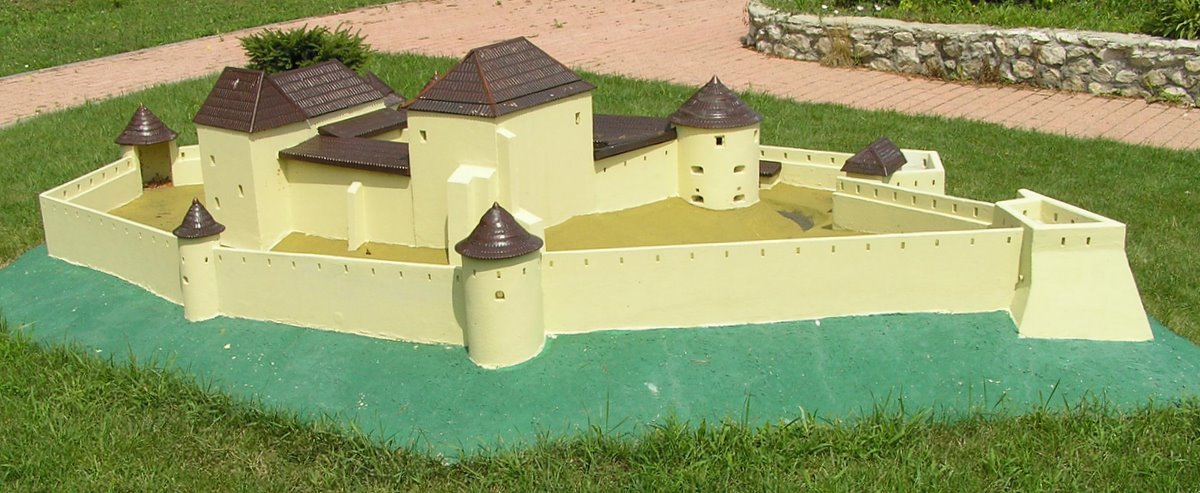
Модель словацкого замка Бранч XIV века

Владения, унаследованные Штепаном от Матуша Чака Тренчинского, располагались на территории современной Западной Словакии у границы с Моравией и включали в себя панства Голич с Радошовце и Бранч с Сеницей. По мнению словацкого историка Яна Лукачки, король Венгрии Карл Роберт (Шаробер), давний противник Матуша Чака, временно оставил во владении Штепана из Штернберка панства Голич и Бранч в обмен на фактическую сдачу королю Тренчинского замка, который венгерские войска осадили уже в августе 1321 года. Постепенно прибирая к рукам владения Матуша Чака Тренчинского, Карлу Роберту удалось окончательно выдавить Штепана из Словакии к 1332 году, когда по договору между королём Венгрии и королём Чехии Яном Люксембургским все верхневенгерские панства Штепана из Штернберка перешли во владение Карла Роберта.

## Служба и владения в Моравии и Чехии
В 1329 году Штепан унаследовал по завещанию своего бездетного кузена Дивиша V из Штернберка основное Штернберкское панство и стал, таким образом, продолжателем главной моравской линии рода Штернберков. Таким образом, когда в 1332 году король Карл Роберт отобрал у него последние верхневенгерские владения, Штепан из Штернберка смог сосредоточиться на управлении фамильными имениями и их приумножении. Штепан, судя по всему, привёз с собой из Верхней Венгрии большое количество денег или долговых расписок, что позволило ему в последующие годы ощутимо увеличить владения Штернберков. В 1338 году существенно задолжавший Штепану король Ян Люксембургский передал ему в залоговое держание королевский замок в Подебрадах. По той же причине около 1340 года Штепан приобрёл у короля стратегически расположенный замок Бехине в Южной Чехии. Кроме того, в собственность Штепана перешли моравские панства Колич у Голешова и Весели-над-Моравоу.
Вместе с тем Штепан из Штернберка строил успешную служебную карьеру при дворе моравского маркграфа Карела Люксембургского. В 1345 году Штепан совместно со своим братом Альбрехтом занимал должность моравского земского гетмана — фактически второго человека после самого маркграфа. В 1347 году Штепан вместе с другим своим братом Ярославом принимал участие в церемонии коронации Карела Люксембургского королём Чехии, что ещё раз свидетельствует о его значимом положении при дворе. В 1348 году Штепан из Штернберка стал одним из трёх инициаторов учреждения в Моравском маркграфстве института земских досок. Переняв опыт ведения земских досок в Чехии, при земских судах в Оломоуце и Брно начали вести торговые доски (регистры записей о сделках купли-продажи, о наследовании и залоге имущества) и тяжебные земские доски (регистры записей судебных решений). В 1351 году король назначил Штепана заместителем земского судьи в наследственных спорах между чешскими, моравскими и верхнеавстрийскими сословиями. Согласно источникам, Штепан из Штернберка принимал участие в земских сеймах, собиравшихся в Оломоуце и Брно. Он умер в 1357 году.

## Семья
Штепан из Штернберка был женат дважды. О первой жене достоверных сведений не сохранилось, однако из дошедших до нас источников можно сделать вывод, что она происходила из южночешского рода панов из Рожмберка. Второй супругой стала Катержина из Краварж, пережившая Штепана на 15 лет. Известно о трёх сыновьях Штепана из Штернберка и одной дочери по имени Маркета, которая была выдана замуж за южночешского пана Вилема Бавора из Стракониц. Старший сын Петр I (ум. около 1353) получил в качестве резиденции замок Бехине, но умер ещё при жизни отца. Средний сын — Альбрехт III (ок. 1322—1380) выбрал духовную карьеру, занимал ряд епископских кафедр в Чехии и Германии и стал одним из ближайших друзей и советников короля Карела Люксембургского, выполняя различные его дипломатические поручения. Третий сын — Зденек умер через несколько лет после отца.